# باربرا باربوسا نيفيس
باربرا باربوسا نيفز، الحاصلة على درجة الدكتوراه، وزمالة الجمعية الملكية للفنون، وزمالة أكاديمية التعليم العالي، هي عالمة اجتماع برتغالية أسترالية معروفة بأبحاثها في مجال الشيخوخة والتكنولوجيا، والتي تركز على الشعور بالوحدة والعزلة الاجتماعية والتفاوتات الرقمية بين كبار السن. وهي زميلة أولى في برنامج هورايزون بجامعة سيدني، حيث تقود قسم أبحاث العلوم الاجتماعية المتعلقة بالذكاء الاصطناعي، وتدرس الذكاء الاصطناعي والشيخوخة الصحية في مركز سيدني للمجتمعات الصحية. حصلت نيفز على درجة الدكتوراه في العلوم الاجتماعية من جامعة لشبونة ومختبر Netlab بجامعة تورنتو. وقد أثرت أبحاثها على السياسات وممارسات الرعاية والتطوير التكنولوجي.

## تعليم
حصلت نيفز على درجة الدكتوراه في علم الاجتماع من جامعة لشبونة وجامعة تورنتو ، ودرست استخدام الإنترنت ورأس المال الاجتماعي تحت إشراف البروفيسور باري ويلمان. وهي حاصلة على ماجستير العلوم في علم الاجتماع ودرجة في علوم الاتصال من جامعة لشبونة.  أثناء دراستها للدكتوراه، كانت باحثة مدعوة في برنامج الدكتوراه الصيفي في معهد الإنترنت بجامعة أكسفورد وباحثة زائرة في قسم الإعلام والاتصال بجامعة أوسلو.  

## حياة مهنية
ثم انضمت إلى جامعة تورنتو كباحثة مشاركة ومديرة مشاركة لمختبر تقنيات الشيخوخة برشاقة في قسم علوم الكمبيوتر، حيث قادت فرقًا متعددة التخصصات مع البروفيسور رون بيكر لتطوير تقنيات الاتصال لكبار السن في دور رعاية المسنين.  ركز بحثها على دراسة كيفية تعزيز تكنولوجيا المعلومات والاتصالات للترابط الاجتماعي والاندماج بين كبار السن. 
بدأت نيفز مسيرتها الأكاديمية كأستاذة مساعدة لعلم الاجتماع في جامعة لشبونة ، حيث تعاونت مع مركز الإدارة العامة والسياسات ومختبر التخطيط في جامعة أفيرو لإجراء أبحاث حول علم اجتماع التكنولوجيا والشيخوخة ورأس المال الاجتماعي. 